# Parancistrus aurantiacus
Parancistrus aurantiacus är en fiskart som först beskrevs av Castelnau, 1855.  Parancistrus aurantiacus ingår i släktet Parancistrus och familjen Loricariidae. Inga underarter finns listade i Catalogue of Life.